# 수신 (금융)
수신(受信)이란 금융 업무를 하는 회사에서 고객의 돈을 맡아 예금으로서 예치하는 일을 의미한다. 반대말은 여신(與信)이다.
주로 수신 업무를 하는 곳은 은행 등의 제1금융권이며, 캐피탈 등 제2금융권이나 사금융권인 대부업체에서는 돈을 빌려주는 여신 업무만 다루고 수신 업무는 하지 않는 것이 보통이다.

## 같이 보기
- 여신